# Parafia Matki Bożej Nieustającej Pomocy w Mazurach
Parafia Matki Bożej Nieustającej Pomocy w Mazurach − parafia rzymskokatolicka znajdująca się w diecezji rzeszowskiej w dekanacie Sokołów Małopolski. Erygowana 9 lutego 1938 roku.